# 디릭 코른헤르트

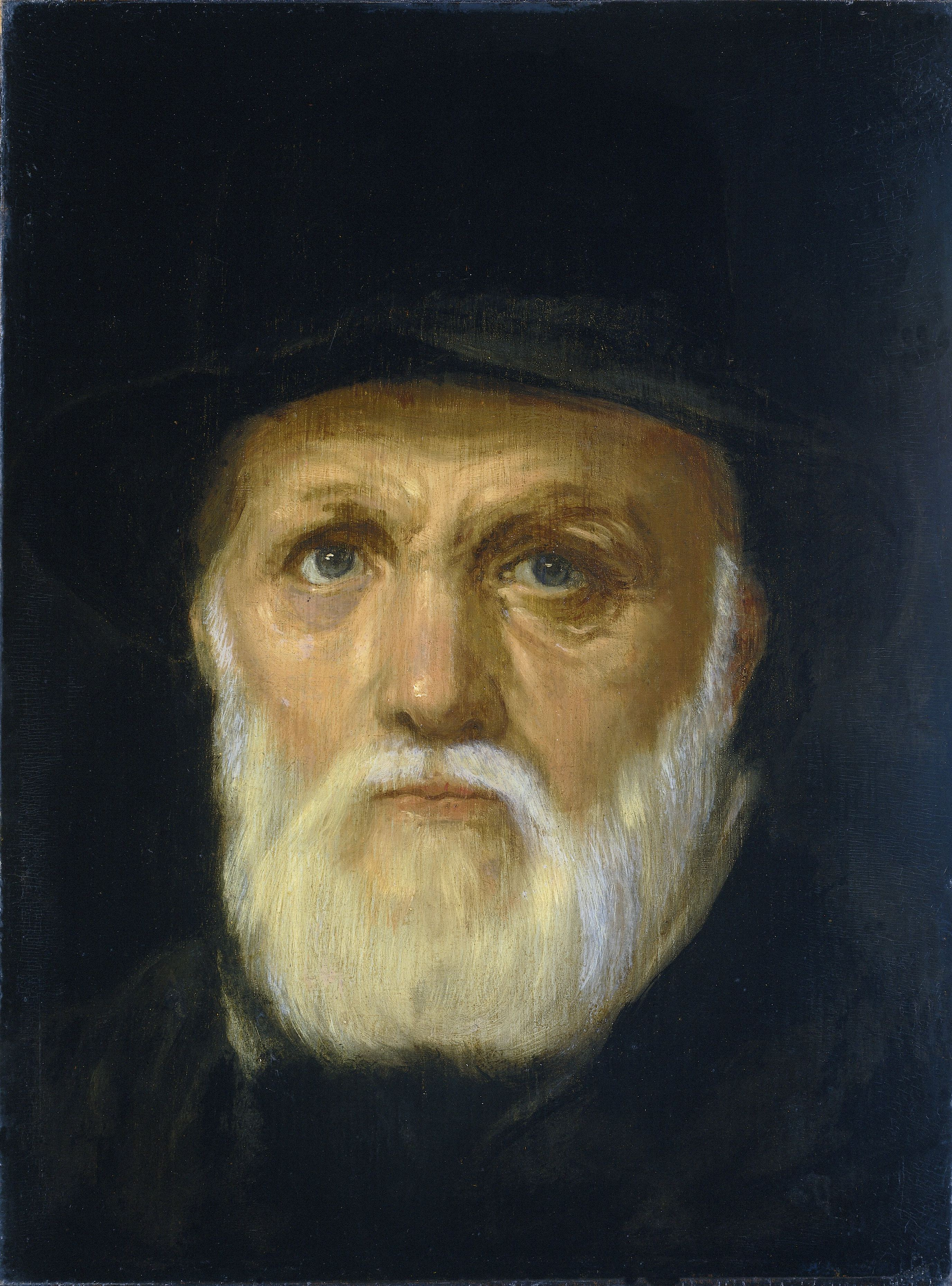
디릭 코른헤르트의 초상화

디릭 코른헤르트(Dirck Volckertszoon Coornhert, 1522년 - 1590년 10월 29일)는 테오도르 코른헤르트라고도 한다. 네덜란드의 작가, 철학자, 통역가, 정치가, 신학자 및 예술가였다. 코른헤르트는 네덜란드의 르네상스 학문의 아버지로 평가받는다.
현 네덜란드의 국가인 《빌헬무스 판 나소우베》를 작사한 사람이라는 가설이 있다.

## 생애와 신학
네덜란드 정부의 관리로 있다가 후에 할렘에서 공증인으로 근무하였다. 그는 신학자로 유명했다. 30세가 되었을 때 신학에 관심을 갖게 되고 아우구스티누스를 찾는 열망 속에서 그는 라틴어 연구를 시작했다. 그는 가톨릭 학자들과 화란 개혁교회 신학자들과 논쟁을 벌였으나, 그는 그들과 교제는 거부했다. 이단들에 대해서도 관용을 가졌으며 하이델베르크 요리문답을 비판하여서 '테스트'라는 책을 출판하여 네덜란드 정부에 헌정했다. 야코부스 아르미누스를 자기 편으로 만들며 그는 교회로 하여금 비교리적인 공동체로서 함께 연합할 것을 주장하였다. 네덜란드 예술사 연구소 (RKD)에 따르면, 그의 제자들은 Hendrick Goltzius, Philip Galle 및 Cornelis Cort가 있다.
그는 테오도르 드 베즈의 타락전 선택설을 비판하였는 데, 그 이유는 하나님을 죄의 조성자로 만든다는 것이었다. 정부는 이에 대하여 그의 제자인 야코부스 아르미니우스에게 이 일을 맡겼다.

## 같이 보기
- 야코부스 아르미니우스

## 관련 저서
- Bonger, Henk., The Life and Work of Dirck Volkertszoon Coornhert (Studies in the History of Ideas in the Low Countries, 5)(2004)

### 참고 문헌
- "Theodore Cornhert" , 'Encyclopædia Britannica, 9th ed., Encyclopædia Britannica, 9th ed. , New York: Charles Scribner's Sons, 1878, p. 531.
- "Dirck Volckertszoon Coornhert" , 'Encyclopædia Britannica, 11th ed., Encyclopædia Britannica, 11th ed. , Cambridge: Cambridge University Press, 1911, p. 92.